# Wolfgang Kieling
Wolfgang Kieling (Berlino, 16 marzo 1924 – Amburgo, 7 ottobre 1985) è stato un attore, cantante e doppiatore tedesco.
Già noto come cantante e attore bambino negli anni trenta, fu uno degli attori più prolifici della televisione tedesca, impegnato anche in campo cinematografico e teatrale.

## Biografia
Wolfgang Kieling nasce a Berlino nel 1924. Dotato da bambino di una splendida voce, si esibisce alla radio già agli inizi degli anni trenta. Il cinema è pronto a sfruttare il suo talento e Kieling mostra eccellenti doti anche come attore bambino. Non solo è presente sullo schermo, ma presta la sua voce nel doppiaggio di altri celebri attori bambini del tempo, primo fra tutti Freddie Bartholomew.
Inviato sul fronte russo come soldato durante la seconda guerra mondiale, fu ferito e catturato dai russi. Rimase prigioniero di guerra fino al 1949.
Riprese con energia la sua carriera di attore negli anni cinquanta, lavorando in particolare per la televisione. Tra i suoi ruoli principali, figurano quello di Bert nella serie televisiva Sesamstraße (1973-1985), quello del Dott. Colmar nella serie televisiva Der Anwalt (1977-1978) e quello di Felix Matin nella serie televisiva Kreisbrandmeister Felix Martin (1982).
Nella sua cinquantennale carriera di attore, iniziata da bambino nella metà degli anni trenta, apparve in circa 150 produzioni, tra cinema e televisione. 
Nel cinema è stato un agente della polizia segreta della DDR nel film di Alfred Hitchcock Il sipario strappato del 1966.
Come doppiatore prestò la sua voce ad attori quali Marlon Brando, Yul Brynner, Lee van Cleef, Tony Curtis, Kirk Douglas, Glenn Ford, Alec Guinness, Charlton Heston, Burt Lancaster, Marcello Mastroianni, Jean-Claude Michel, Robert Mitchum, Yves Montand, Don Murray, Paul Newman, Leslie Nielsen, Philippe Noiret, Michel Piccoli, Sidney Poitier, Serge Reggiani, Michel Serrault, Frank Sinatra e Max von Sydow.

### Vita privata
È stato il marito delle attrici Jola Jobst (morta suicida nel 1952), Monika Gabriel (1943-2007) e Gisela Uhlen (1919-2007) ed era il padre dell'attrice Susanne Uhlen e dell'attore Florian Martens (avuto da una relazione con l'attrice Ingrid Rentsch).

### Morte
Ammalatosi di cancro, Wolfgang Kieling morì ad Amburgo il 7 ottobre 1985 per le conseguenze di un'operazione allo stomaco. È sepolto sempre ad Amburgo, nel cimitero di Ohlsdorf.

## Filmografia parziale

### Cinema
- Guten Abend, gute Nacht, regia di Jürgen von Alten (1936)
- Hier irrt Schiller, regia di Jürgen von Alten (1936)
- La sonata a Kreutzer (Die Kreutzersonate), regia di Veit Harlan (1937)
- Heimweh, regia di Jürgen von Alten (1937)
- Tredici donne a Riva Paradiso (Frauen für Golden Hill) regia di Erich Waschneck (1938)
- Verso l'amore (Die Reise nach Tilsit), regia di Veit Harlan (1939)
- Herz geht vor Anker (1940)
- Falstaff in Wien (1940)
- Jenny und der Herr im Frack, regia di Paul Martin (1941)
- Genesung, regia di Konrad Wolf (1955)
- Damals in Paris (1956)
- Betrogen bis zum jüngsten Tag (1957)
- Der Mann, der nicht nein sagen konnte (1958)
- Medico senza coscienza (Artz ohne Gewissen) (1959)
- Agatha, laß das Morden sein! (1960)
- La rivolta di Lysistrata (Die Sendung der Lysistrata, regia di Fritz Kortner (1961)
- I piaceri della signora Cheney (Frau Cheneys Ende) (1961)
- Il gioco dell'assassino (Mörderspiel) (1961)
- Ostaggi innocenti (1964)
- Amburgo squadra omicidi (Polizeirevier Davidswache) (1964)
- Hotel der toten Gäste, regia di Eberhard Itzenplitz (1964)
- Rio diablos (1965)
- A 001, operazione Giamaica (1965)
- Sparate a vista su Killer Kid (Duell vor Sonnenuntergang), regia di Leopold Lahola (1965)
- Il sipario strappato (Torn Curtain), regia di Alfred Hitchcock (1966)
- La vendetta di Fu Man Chu, regia di Jeremy Summers (1966)
- Segreti che scottano (1967)
- Le false vergini (La casa de las mil muñecas) (1967)
- Operazione San Pietro, regia di Lucio Fulci (1967)
- Il teschio di Londra (Im Banne des Unheimlichen), regia di Alfred Vohrer (1968)
- Amsterdam Affair (1970)
- Goya - oder Der arge Weg der Erkenntnis, regia di Konrad Wolf (1971)
- Il genio della rapina (1971)
- Allarme a Scotland Yard: sei omicidi senza assassino! (Der Todesrächer von Soho), regia di Jess Frank (1972)
- Der Sturz (1979)
- Out of order - Fuori servizio (Abwärts), regia di Carl Schenkel (1984)
- Didi - Und die Rache der Enterbten (1985)

### Televisione
- Kopf oder Zahl (1953)
- Zahlungsaufschub (1961)
- Der rote Hahn (1962)
- Mord im Dom (1962)
- Montserrat (1962)
- Der Sündenbock (1965)
- Exil (1965)
- Don Quijote - Miniserie TV, ruolo: Miguel de Cervantes (1965)
- Das Kriminalmuseum - Serie TV, 1 episodio (1965)
- Das Kriminalmuseum - Serie TV, 1 episodio (1967)
- Ein Toter braucht kein Alibi (1967)
- Jeder stirbt für sich allein - Miniserie TV, regia di Hans-Joachim Kasprzik (1970)
- Der Fall Jägerstätter, regia di Axel Corti (1971)
- Dem Täter auf der Spur - Serie TV, 2 episodi (1972)
- La libertà di Brema (Bremer Freiheit), regia di Rainer Werner Fassbinder – film TV (1972)
- Tatort - Serie TV, 1 episodio (1972)
- Sesamstraße - Serie TV (1973-1985)
- Der Macher oder Warten auf Godeau (1974)
- L'ispettore Derrick (Derrick) - Serie TV, episodio Il sentiero (1974)
- Härte 10 5 episodi (1974-1975)
- See-Leben 1 (1975)
- Die Kette - Serie TV, 2 episodi (1977)
- Der Anwalt - Serie TV, 26 episodi (1977-1978)
- Meine dicke Freundin (1978)
- Friedrich Schachmann wird verwaltet (1978)
- Der Geist der Mirabelle - Geschichten von Bollerup (1978)
- Tatort - Serie TV, 1 episodio (1979)
- Pension Schöller (1980)
- Das Drehbuch (1980)
- Ein unruhiger Sommer (1980)
- Ein Guru kommt (1980)
- Der König und sein Narr (1981)
- Der Spot oder Fast eine Karriere (1981)
- La nave dei sogni (Das Traumschiff) - Serie TV, 1 episodio (1981)
- Kreisbrandmeister Felix Martin - Serie TV (1982)
- Il nocciolo della questione - Serie TV (1983)
- Satan ist auf Gottes Seite (1983)
- Strafanzeige gegen Unbeteiligt (1983)
- Il commissario Köster (Der Alte) - Serie TV, 1 episodio (1983)
- Das Traumschiff - Serie TV, 1 episodio (1984)
- Il commissario Köster - Serie TV, 1 episodio (1984)
- Das Geschenk (1984)
- Patrik Pacard - Miniserie TV (1984)
- Grenzenloses Himmelblau (1985)
- Der Schiedsrichter (1985)
- La clinica della Foresta Nera - Serie TV (1985-1986)
- Zieh den Stecker raus, das Wasser kocht (1986)